# Langkat

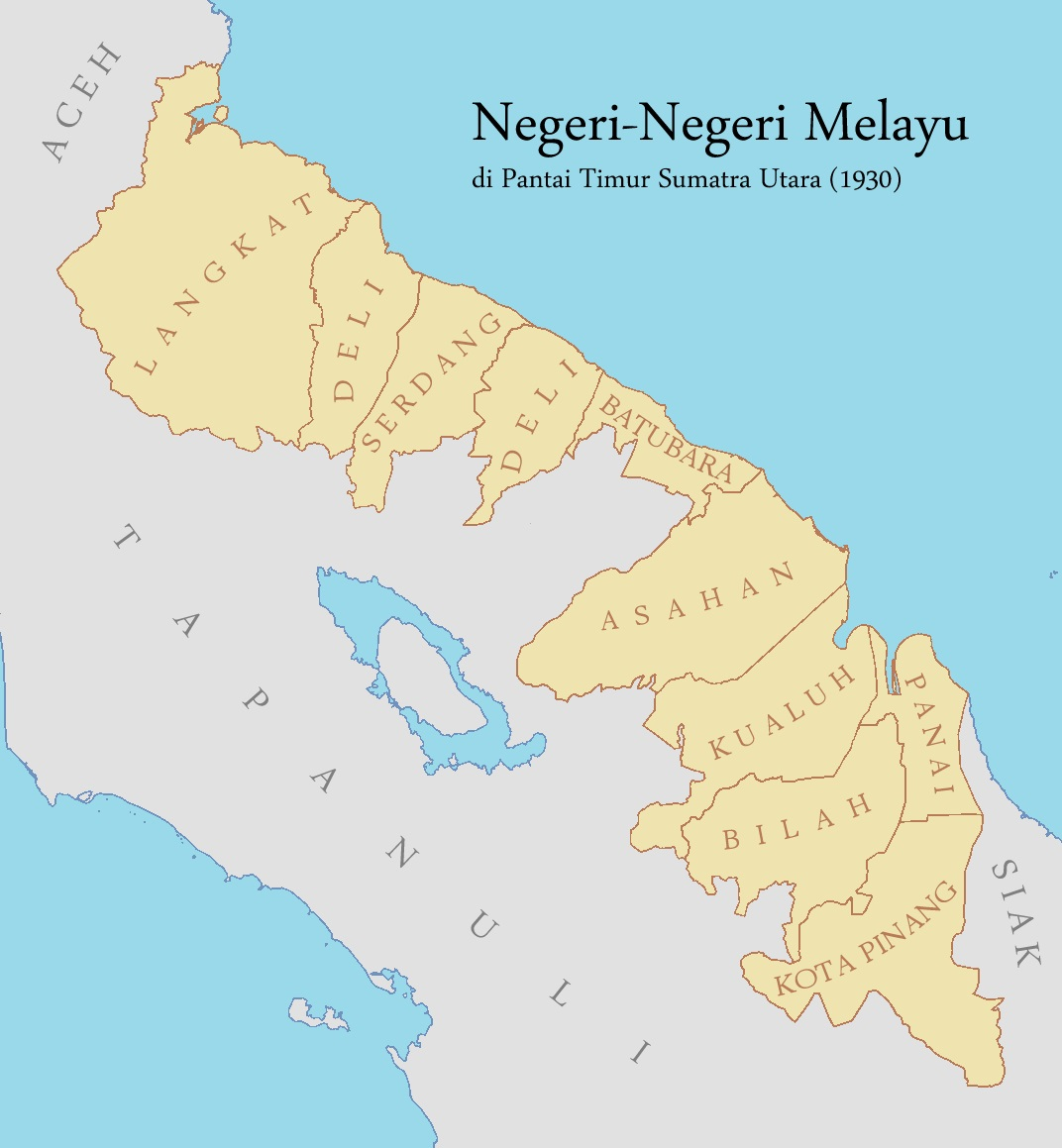
Situació del sultanat (1930).

El sultanat de Langkat fou un dels més antics principats de la costa nord-oriental de Sumatra.
Al segle xix quan va passar a ser protectorat neerlandès, formà part de la residència de la Costa Oriental, subdivisió de Deli en Serdang, i tenia una superfície de 5.139 km² i estava format pel mateix sultanat i sis prínceps vassalls:
- El kejuruan de Besitang amb 165 km², situat a la costa nord del sultanat
- El pangeran besar de Binjei, amb 94,53 km²
- El kejuruan de Lepan, amb 31 km²
- El kejuruan de Stabat (a la part centre-oriental del sultanat, el més petit dels estats dependents)
- El kejuruan de Bohorok/Binjei, amb 19,92 km², al sud de l'anterior
- El sultà de Selesei, al sud-oest de l'anterior

## Història
L'estat de Langkat ja existia abans de l'arribada de l'islam, però no hi ha constància escrita de la seva història fins al segle xvii. Del segle xvi a l'inici del segle xix el sobirà local (titulat raja) fou vassall del sultanat d'Aceh; l'arribada dels europeus a partir de 1810, va incitar als rages a fer-se independents, però el 1818 el país va caure en mans del sultà de Siak, aleshores la potència dominant a la costa oriental de Sumatra. El sultà Hitam va fugir a Deli, on va reunir als seus partidaris i va intentar recuperar el tron però va morir en una explosió el 1822. El sultà de Siak va instal·lar un parent del raja deposat sota el seu protectorat.
A la meitat del segle xix els achinesos van retornar intentant reprendre el control; van concedir títols grandiosos als senyors locals (1849 i 1854) i van establir una administració que va aturar l'establiment del poder europeu per un temps fins que finalment Langkat va entrar en contacte amb els holandesos; un tractat entre Holanda i l'estat de Langkat es va signar el 26 d'octubre de 1869 que reconeixia el territori independent tant d'Aceh com de Siak; els holandesos van reconèixer al raja com a sultà (Sultan Musa al-Khalid al-Mahadiah Mu'azzam Shah at Tanjung Pura) el 1887. Va portar un nom de regnat significant la seva igualtat completa amb el seu antic sobirà. El primer sultà va abdicar el 23 de maig de 1893.
En comú amb Deli, Asahan i Siak, el sultanat va prosperar més enllà de tota previsió; la demanda de cautxú durant la I Guerra Mundial va pujar molt i després la de petroli (1920-1930) i a l'inici dels anys trenta el sultà de Langkat era el sobirà més ric de Sumatra mercès als royaltys que li procurava el petroli dels camps de Pengkalan Brandan. La II Guerra Mundial va comportar l'ocupació japonesa que van desplaçar als holandesos però van utilitzar les riqueses naturals en propi benefici.
Al final de la guerra va predominar el comunisme i les lluites socials van provocar moltes víctimes entre les quals Tengku Amir Hamzah, d'una branca de la casa reial de Langkat i gran poeta malai primer i més tard escriptor notable de la seva generació. La lluita entre republicans javanesos i holandesos va causar la mort de la major part dels membres de l'aristocràcia. El 1948 va morir el sultà Mahmud Abdul Jalil; el seu fill ja no fou proclamat successor doncs els republicans tenien el control; uns mesos després Holanda va reconèixer la independència de la república d'Indonèsia. La casa reial era rica per dret propi, derivat no sols de les riqueses explotades fins al 1941 sinó de la possessió de terres i d'una pròspera economia de l'oli; els seus membres van viatjar i van tenir accés a l'educació europea; també van crear diverses aliances a l'altre costat de l'estret, per matrimonis amb prínceps o princeses malais.
Després de la independència el govern va actuar molt lentament en el reconeixement oficial o la restauració dels prínceps de Sumatra. Fin el canvi de política després de la caiguda de Suharto no fou possible. El 1999 la dinastia de Langkat fou de les primeres a beneficiar-se de la nova política del govern i Tengku Dr Herman Shah Kamil fou reconegut cap de la casa reial i a la seva mort el 2001 el seu nebot fou instal·lat oficialment como el sultà Iskandar Hilali 'Abdu'l Jalil Rahmad Shah. El príncep porta el títol de Sri Paduka Tuanku Sultan seguit del nom de regne, i ibnu al-Marhum (el títol del pare i el nom de regne d'aquest), Sultan de Langkat, i tractament de Son Altessa.

## Escut i Banderes
L'escut és de model suís de gules amb una bintang (estrella) d'or; al damunt en cap una estrella (bintang) amb 3 ulars (serps) i sis fulles, disposades així: una serp en pal entre tres i tres fulles; i les altres dues serps emmirallades, com a faixa a la part inferior. Els suports són dues ulars (serps) de gules amb ulls de plata, aguantant cadascuna una branca amb sis fulles daurades que flanquegen l'escut. A la part inferior una cinta d'atzur amb un lema en cal·ligrafia musulmana de plata.
Es coneixen quatre banderes de Langkat:
- L'estendard reial, vermell amb l'escut reial al centre.
- Bandera dividida horitzontalment en ver sobre vermell, amb la part verda ocupant quatre vegades més que la vermella.
- Bandera de tres franges horitzontals en proporcions 1:2:1, vermell, verd, vermell.
- Bandera de tres franges horitzontals en proporcions 1:2:1, blau, blanc, vermell.

## Llista de sobirans
- vers 1568 - 1580: Panglima Dewa Shahdan, comandant militar que va conquerir Tanah Karo.
- vers 1580 - 1612: Panglima Dewa Sakdi (Indra Sakti), senyor de Kejuruan Hitam, fill de l'anterior
- vers 1612 - 1673: Raja Kahar ibni al-Marhum Panglima Dewa Sakdi, raja de Langkat, fill, es va establir a Kota Dalam.
- 1673 - 1750: Sutan Bendahara Raja Badi uz-Zaman ibni al-Marhum Raja Kahar, raja de Langkat d'ençà que era un nen, fill de l'anterior, mort a Kacha Puri, 17 de gener de 1750.
- 1750 - 1818: Raja Hitam ibni al-Marhum Sutan Bendahara Raja Badi uz-Zaman, raja de Langkat, fill de l'anterior. Expulsat del tron pel sultà de Siak que va conquerir Langkat el 1818.
- 1818 - 1840 Raja Ahmad ibni al-Marhum Raja Indra Bongsu, raja de Langkat, fill segon de Raja Indra Bongsu, Wakil de Kota Dalam. Instal·lat com a Raja Kejuruan Muda Wallah Jepura Bilad Langkat sota protecció del sultà de Siak i sota regència del seu oncle matern l'Orang-Kaya Shahbandar Sampei, fins a arribar a l'edat
- 1840 - 1893: Sri Paduka Tuanku Sultan Haji Musa al-Khalid al-Mahadiah Mu'azzam Shah ibni al-Marhum Sultan Ahmad (1807-1893), raja i després sultà de Langkat, nascut com Tengku Ngah Musa, segon fill de l'anterior, reconegut pel sultà de Siak el 1840, el 1849 va rebre del sultà d'Aceh el tractament de Pangeran Mangku Negara Raja Muda i el 1854 va haver d'acceptar la sobirania d'Aceh rebent el títol de Pangeran Indra di-Raja Amir Pahlawan Sultan Aceh.
- 1893 - 1927 Sri Paduka Tuanku Sultan 'Abdu'l 'Aziz 'Abdu'l Jalil Rahmad Shah ibni al-Marhum Sultan Haji Musa al-Khalid al-Mu'azzam Shah (1875-1927), sultà de Langkat, fill de l'anterior. Mort d'una llarga malaltia l'1 de juliol de 1927
- 1927 - 1948 Sri Paduka Tuanku Sultan Mahmud 'Abdu'l Jalil Rahmad Shah ibni al-Marhum Sultan 'Abdu'l 'Aziz (1893-1948), Sultà de Langkat, fill de l'anterior; presoner dels revolucionaris del març de 1946 al juliol de 1947 quan fou alliberat pels holandesos, però ja no va recuperar el poder i va morir el 1948.
- 1948-1990: Tengku Atha’ar ibni al-Marhum Sultan Mahmud ‘Abdu’l Jalil Rahmad Shah (1929-1990), Wakil Mahkota, cap de la casa reial de Langkat, mort 14 de juny de 1990-
- 1990 - 1999: Tengku Mustafa Kamal Pasha ibni al-Marhum Sultan Mahmud 'Abdu'l Jalil Rahmad Shah (1935-1999), cap de la casa reial de Langkat, germà de l'anterior
- 1999 - 2001: Tengku Dr Herman Shah bin Tengku Kamil, cap de la casa reial de Langkat, tercer fill de Tengku Kamil ibni al-Marhum Sultan 'Abdu'l Aziz 'Abdu'l Jalil Rahmad Shah, reconegut per trerze caps de Langkat com a sultà el 22 de maig de 1999, però no confirmat pel govern d'Indonèsia.
- 2001 - 2003: Sri Paduka Tuanku Sultan Iskandar Hilali 'Abdu'l Jalil Rahmad Shah al-Haj ibnu al-Marhum Tengku Murad Aziz (1952-2003), sultà de Langkat, fill de Tengku Murad Aziz ibni al-Marhum Sultan 'Abdu'l Aziz 'Abdu'l Jalil Rahmad Shah i, per tant, cosí de l'anterior, escollit pel consell dels tretze caps i nobles hereditaris de Langkat el 29 de maig de 2002 i reconegut formalment el 27 d'octubre de 2002, mort sobtadament a l'hospital a Medan, el 21 de maig de 2003.
- 2003- : Sri Paduka Tuanku Sultan Azwar 'Abdu'l Jalil Rahmad Shah al-Haj ibni al-Marhum Tengku Maimun (1951-), sultà de Langkat, nascut com a Tengku Azwar Aziz, fill de Tengku Maimun ibni al-Marhum Sultan 'Abdu'l Aziz 'Abdu'l Jalil Rahmad Shah, reconegut pels tretze el 21 de maig de 2003 i instal·lat el mateix dia.